# Ophiopteron vitiense
Ophiopteron vitiense is een slangster uit de familie Ophiotrichidae.
De wetenschappelijke naam van de soort werd in 1927 gepubliceerd door René Koehler.